# Брюле, Жильбер
Жильбе́р Жан Марко́ Брюле́ (фр. Gilbert Jean Marco Brulé; род. 1 января 1987, Эдмонтон, Альберта, Канада) — канадский хоккеист, центральный нападающий.

## Биография
Профессиональную карьеру начал в канадском клубе «Куэснел Мильонарс», выступавшем в лиге Британской Колумбии. Три года провёл в западной лиге за «Ванкувер Джайантс». Чемпион западной лиги 2005/06. Завоевал также приз Джим Пигготт Мемориал Трофи 2004 года. В 2005 году права на игрока были закреплены на драфте клубом «Коламбус Блю Джекетс». Дебютировал в НХЛ в сезоне 2005/06, провёл 7 матчей.
1 июля 2008 года был обменян в «Эдмонтон» на Раффи Торреса. Выступал в АХЛ. Первым полноценным сезонов для игрока в НХЛ стал сезон 2009/10 — Жильбер провёл 65 матчей и набрал 37 очков. В следующем сезоне выступал в АХЛ, провёл также 45 матчей за «Финикс». В августе 2012 года подписал контракт со швейцарской командой «Цюрих Лайонс», который в конце года был расторгнут по обоюдному согласию.
До лета 2013 года являлся свободным агентом. В межсезонье присоединился к «Финиксу». Подписал двусторонний пробный контракт с клубом, провёл 3 матча в НХЛ, но был отправлен в АХЛ в «Портленд», где играть отказался, и в начале января покинул клуб. В мае 2014 года подписал контракт с екатеринбургским «Автомобилистом». В КХЛ сыграл 44 матча, забросил 10 шайб и отдал 5 голевых пасов. В июле 2015 года перешёл в «Медвешчак». В 2004 году за команду Канады Тихоокеанского побережья выступал на кубке вызова.
В 2018 году подписал однолетний контракт с «Сибирью».